# Jason Isaacs

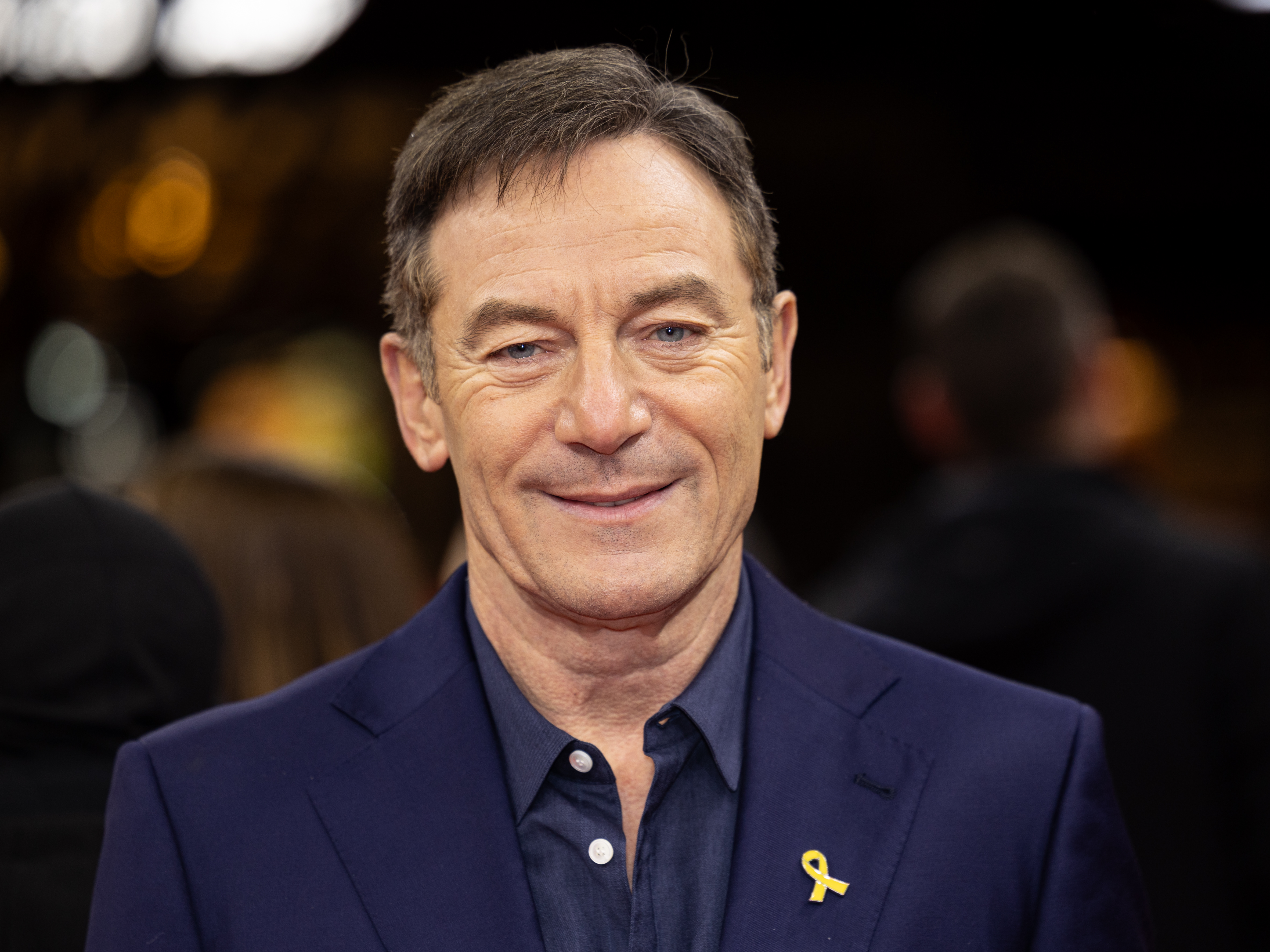
Jason Isaacs auf der Berlinale 2025

Jason Michael Isaacs (* 6. Juni 1963 in Liverpool, England) ist ein britischer Schauspieler. Eine seiner bekanntesten Rollen ist die des Antagonisten und Todessers Lucius Malfoy, die er zwischen 2002 und 2011 in insgesamt 5 Filmen der Harry-Potter-Filmreihe verkörperte.

## Leben
Jason Isaacs stammt aus einer aschkenasischen Familie jüdischen Glaubens mit Wurzeln in Osteuropa. Er hat zwei ältere und einen jüngeren Bruder. Die ersten Jahre wuchs er in einem vom jüdischen Glauben geprägten Umfeld in Liverpool auf. Als er elf war, zog die Familie in den Nordwesten Londons, wo er eine speziell auf Jungen ausgerichtete Schule besuchte. In den 1970er und 1980er Jahren waren Isaacs und andere Briten jüdischen Glaubens verstärkt antisemitischen Anfeindungen von Rechtsextremen der British National Front ausgesetzt. Seine Eltern emigrierten später nach Israel.
Nach eigenen Aussagen gefiel Isaacs seine Kindheit nicht besonders, was sich mitunter auch später auf die Auswahl seiner Rollen ausgewirkt haben soll. Von 1982 bis 1985 studierte er Rechtswissenschaften an der University of Bristol. Während seiner Studienzeit wurde sein Interesse an der Schauspielerei geweckt und Isaacs begann, sich mit der Zeit immer mehr in der örtlichen Drama-Gruppe zu engagieren. In Folge leitete er die Inszenierungen diverser Bühnenstücke, in denen er auch selbst als Darsteller mitwirkte. Nach seinem Abschluss in Bristol besuchte er von 1985 bis 1988 anschließend die Central School of Speech and Drama in London, um sein Hobby zum Beruf machen zu können.
Isaacs ist seit 1988 mit der BBC-Dokumentarfilmerin Emma Hewitt liiert. Das Paar ist seit 2001 verheiratet und hat mittlerweile zwei Töchter.

## Karriere
Seine erste kleine Rolle hatte Isaacs in dem Film Das lange Elend von 1989. Anschließend war er über einen längeren Zeitraum für die britische Fernsehserie Capital City engagiert und wirkte auch in diversen anderen britischen Fernsehserien mit. 1996 übernahm Isaacs eine Nebenrolle in dem Fantasyfilm Dragonheart und wirkte somit erstmals in einer Hollywood-Produktion mit. 1997 folgte eine Rolle in dem Science-Fiction-Film Event Horizon – Am Rande des Universums, der kommerziell jedoch nur wenig erfolgreich war. Ein Jahr später war er in Michael Bays Blockbuster Armageddon – Das jüngste Gericht in der Rolle eines NASA-Wissenschaftlers zu sehen.
Einen weiteren Schub erfuhr Isaacs Karriere, als er im Jahr 2000 in Roland Emmerichs historischem Kriegsfilm Der Patriot den Part des Gegenspielers von Hauptdarsteller Mel Gibson übernehmen konnte. Durch die Rolle des sadistischen Colonel Tavington, für die ursprünglich Kevin Spacey vorgesehen war, blieb er dem breiten Publikum im Gedächtnis. Im Jahr 2001 spielte Isaacs neben Keanu Reeves eine Rolle in dem Liebesdrama Sweet November und wurde außerdem von Ridley Scott für die Rolle eines US-Army-Captains in dessen Kriegsfilm Black Hawk Down besetzt.
Ab 2002 konnte Isaacs mit dem Part des Lucius Malfoy eine seiner bekanntesten Filmrollen übernehmen, die er in Harry Potter und die Kammer des Schreckens sowie in fünf weiteren Teilen der Filmreihe verkörperte. 2003 trat Isaacs, der durch sein Mitwirken in Harry Potter nun auch einem jüngeren Publikum bekannt geworden war, in einer gleichnamigen Neuverfilmung von Peter Pan in der Rolle des Captain Hook auf. 2006 spielte Isaacs in der BBC-Miniserie Die Schattenmacht – The State Within die Hauptrolle, für die er eine Golden-Globe-Award-Nominierung erhielt. In der US-amerikanischen Serie Brotherhood übernahm er im selben Jahr (neben Jason Clarke) ebenfalls eine der Hauptrollen.

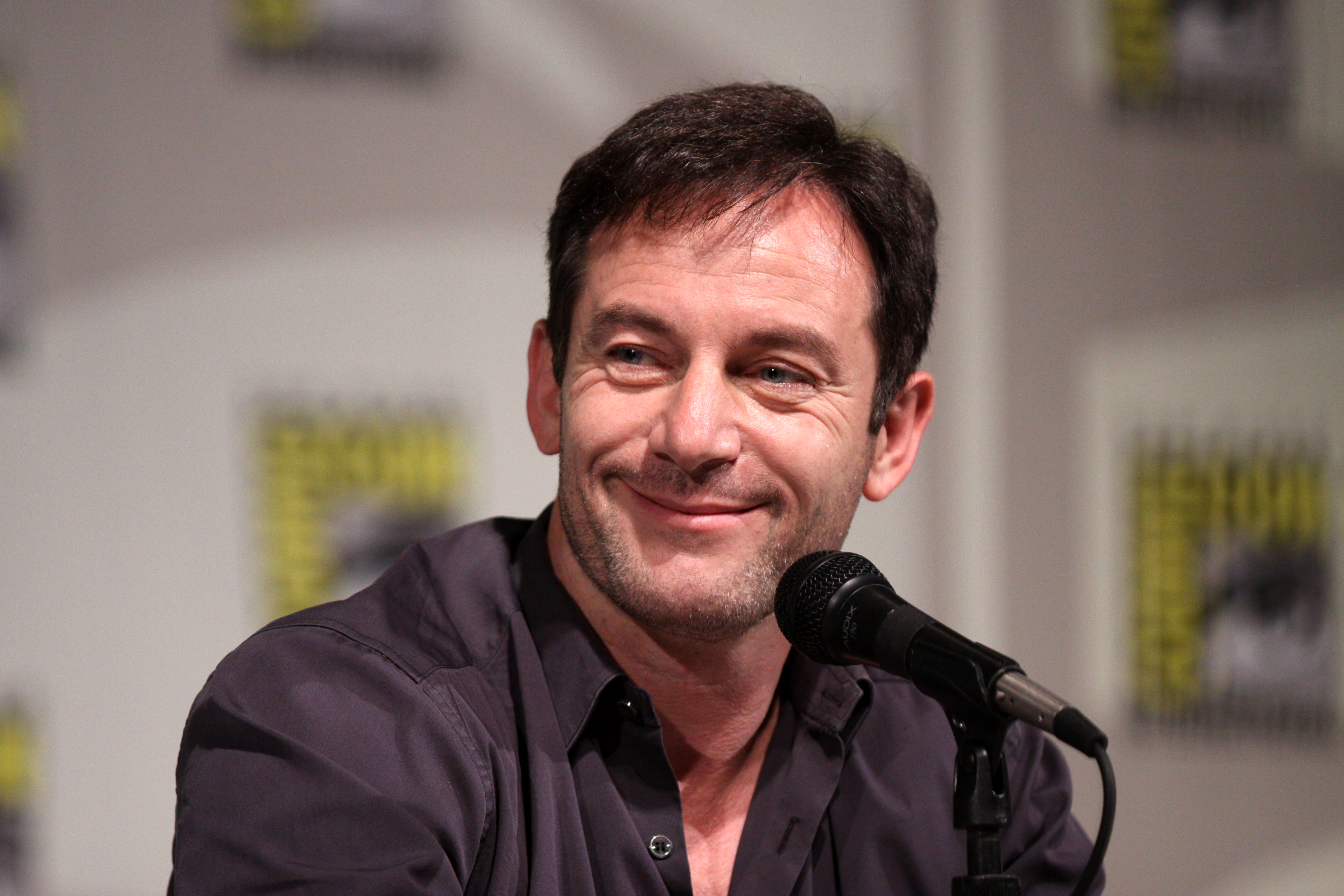
Isaacs bei der San Diego Comic-Con (2011)

2012 verkörperte Isaacs die Hauptrolle des Michael Britten in der US-amerikanischen Fernsehserie Awake. Da die Einschaltquoten für den Sender NBC allerdings nicht zufriedenstellend waren, wurde die Produktion die Serie nach nur einer Staffel eingestellt. 2015 übernahm Isaacs die Hauptrolle eines FBI-Agenten in der Thrillerserie Dig, die es allerdings (ebenfalls aufgrund schlechter Einschaltquoten) auf nur zehn Folgen schaffte. 2017 bis 2018 spielte er die Rolle des Captain Lorca in der Science-Fiction-Serie Star Trek: Discovery, für die er 2018 einen Empire Award in der Kategorie „Bester Schauspieler in einer Fernsehserie“ erhielt. Ebenfalls 2017 war Isaacs in Armando Iannuccis von den Filmkritikern sehr gelobten schwarzen Komödie The Death of Stalin in der Rolle des Georgi Schukow zu sehen.
Als Theaterdarsteller war er bereits 1992 tätig und trat in mehreren Bühnenstücken im Londoner Royal National Theatre auf, in denen er stets einen homosexuellen, jüdischen Charakter verkörperte. Seit 2007 wirkte er wieder verstärkt in der Theaterbranche mit und spielte zusammen mit Komiker Lee Evans in einem Theaterstück namens The Dumb Waiter in den Trafalgar Studios in London mit. Neben seiner Arbeit als Schauspieler, ist Isaacs zudem auch als langjähriger Synchronsprecher aktiv und lieh diversen Figuren in verschiedenen animierten Produktionen und Videospielen seine Stimme. Nennenswert sind hier vor allem seine Sprecherrollen in den Fernsehserien Avatar – Der Herr der Elemente, Star Wars Rebels und Robot Chicken sowie in den Filmen Cars 2 (2011) und Scooby! Voll verwedelt (2020).

## Synchronstimme
Im deutschsprachigen Raum wurde Isaacs mehrere Male von Hubertus Bengsch, Tom Vogt, Ingo Albrecht sowie von Wolfgang Müller (vor allem in den Harry-Potter-Filmen) synchronisiert.

## Filmografie (Auswahl)

### Filme
- 1989: Das lange Elend (The Tall Guy)
- 1991: Aruslân senki
- 1994: Shopping
- 1995: Zwei Singles machen noch kein Paar
- 1996: Burn Your Phone
- 1996: Guardians
- 1996: Dragonheart
- 1997: Event Horizon – Am Rande des Universums (Event Horizon)
- 1998: Armageddon – Das jüngste Gericht (Armageddon)
- 1998: Star Force Soldier (Soldier)
- 1998: St. Ives – Alles aus Liebe
- 1998: Starkey (Divorcing)
- 1999: Das Ende einer Affäre (The End of the Affair)
- 2000: Der Patriot (The Patriot)
- 2001: Sweet November
- 2001: The Tag (Kurzfilm)
- 2001: The Last Minute
- 2001: Hotel
- 2001: Black Hawk Down
- 2002: Resident Evil
- 2002: Windtalkers
- 2002: Passionada
- 2002: High Times Potluck
- 2002: The Tuxedo – Gefahr im Anzug (The Tuxedo)
- 2002: Harry Potter und die Kammer des Schreckens (Harry Potter and the Chamber of Secrets)
- 2003: Peter Pan
- 2004: Nouvelle-France
- 2005: Elektra
- 2005: Nine Lives
- 2005: Glück in kleinen Dosen (The Chumscrubber)
- 2005: Tennis, Anyone…?
- 2005: Harry Potter und der Feuerkelch (Harry Potter and the Goblet of Fire)
- 2006: Freunde mit Geld (Friends With Money)
- 2007: Grindhouse
- 2007: Harry Potter und der Orden des Phönix (Harry Potter and the Order of the Phoenix)
- 2008: La conjura de El Escorial
- 2008: Good
- 2008: The Rain Horse (Kurzfilm)
- 2010: Skeletons
- 2010: Green Zone
- 2010: Harry Potter und die Heiligtümer des Todes – Teil 1 (Harry Potter and the Deathly Hallows: Part 1)
- 2011: Harry Potter und die Heiligtümer des Todes – Teil 2 (Harry Potter and the Deathly Hallows: Part 2)
- 2011: Atemlos – Gefährliche Wahrheit (Abduction)
- 2013: Sweetwater (Sweet Vengeance)
- 2013: A Single Shot – Tödlicher Fehler (A Single Shot)
- 2014: Herz aus Stahl (Fury)
- 2014: Dawn
- 2015: Stockholm, Pennsylvania
- 2015: North & South – Die Schlacht bei New Market (Field of Lost Shoes)
- 2016: Red Dog – Mein treuer Freund (Red Dog: True Blue)
- 2016: A Cure for Wellness
- 2016: The Infiltrator
- 2017: The Death of Stalin
- 2018: Hotel Mumbai
- 2018: Look Away
- 2019: Skyfire
- 2021: Mass
- 2021: Streamline
- 2021: Creation Stories
- 2021: Die Täuschung (Operation Mincemeat)
- 2022: Mrs. Harris und ein Kleid von Dior (Mrs. Harris Goes to Paris)
- 2023: Spinning Gold – Der Soundtrack deines Lebens (Spinning Gold)
- 2024: Der Salzpfad (The Salt Path)
- 2025: Honey Bunch

### Fernsehen
- 1988: This is David Lander (Fernsehserie)
- 1989–1990: Capital City (Fernsehserie)
- 1990: TECX (Fernsehserie)
- 1991: Eye Contact
- 1991: Ashenden (Miniserie)
- 1992: Civvies (Fernsehserie)
- 1992: Taggart (Fernsehserie)
- 1992: Inspektor Morse, Mordkommission Oxford (Inspector Morse; Fernsehserie, eine Folge)
- 1993: Highlander (Fernsehserie, Episode 1x18 Zirkusluft)
- 1995: A Relative Stranger
- 1995: Boon (Fernsehserie)
- 1995: Dangerous Lady (Miniserie)
- 1995: E wie Ecstasy (Loved Up)
- 1997: The Fix
- 1998: The Last Don II (Miniserie)
- 2000: The Sight
- 2004: The West Wing – Im Zentrum der Macht (The West Wing, Fernsehserie, drei Folgen)
- 2006: Scars
- 2006: Die Schattenmacht – The State Within (The State Within, Miniserie)
- 2006–2008: Brotherhood (Fernsehserie)
- 2008: The Curse of Steptoe
- 2008: Entourage (Fernsehserie, Folge 5x07)
- 2010: Pleading Guilty
- 2011–2013: Case Histories (Fernsehserie, neun Folgen)
- 2012: Awake (Fernsehserie, 13 Folgen)
- 2014: Rosemary’s Baby (Fernsehzweiteiler)
- 2014: Dig (Fernsehserie)
- 2016–2019: The OA (Fernsehserie, 13 Folgen)
- 2017–2018: Star Trek: Discovery (Fernsehserie, elf Folgen)
- 2021: Sex Education (Fernsehserie, drei Folgen)
- 2021–2023: The Great (drei Folgen)
- 2022: The Boys Presents: Diabolical (Fernsehserie, eine Folge)
- 2022: Good Sam (Fernsehserie, 13 Folgen)
- 2022: Inside No. 9 (Fernsehserie, eine Folge)
- 2022: Harry Potter 20th Anniversary: Return to Hogwarts (Fernsehspecial)
- 2023: Archie – Die Cary Grant Story (Miniserie)
- 2025: The White Lotus (Fernsehserie)

### Synchronsprecher
- 1994: Beneath a Steel Sky (Videospiel)
- 2002: Reign of Fire (Videospiel)
- 2004: Future Tactics: The Uprising (Videospiel)
- 2005: Avatar – Der Herr der Elemente (Avatar: The Last Airbender, Fernsehserie)
- 2005: Spartan: Total Warrior (Videospiel)
- 2010: Napoleon: Total War (Videospiel)
- 2010: Batman: Under the Red Hood
- 2010: Castlevania: Lords of Shadow (Videospiel)
- 2011: Cars 2 (Originalstimme von Siddeley)
- 2014–2016: Star Wars Rebels (Fernsehserie)
- 2015: Justice League: Gods and Monsters (Animationsfilm)
- 2016: Hitman (Videospiel)
- 2017: Happy Family (englischsprachige Fassung)
- 2018: Robot Chicken (Fernsehserie)
- 2019: Star Trek Online (Videospiel)
- 2019: Der dunkle Kristall: Ära des Widerstands (The Dark Crystal: Age of Resistance, Fernsehserie)
- 2020: Castlevania (Fernsehserie)
- 2020: Scooby! Voll verwedelt (Scoob!)
- 2023: The Last Worker (Videospiel)[3]
- 2023: Baldur’s Gate 3 (Videospiel)
- 2024: Star Wars: Geschichten des Imperiums (Tales of the Empire)
- 2024: What If…? (Fernsehserie)